# Bailièvre
Bailièvre (en wallon Bêliêve) est une section de la ville belge de Chimay, située en Région wallonne dans la province de Hainaut, près de la frontière française. Bailièvre est situé en Fagne, dans la région de Famenne.

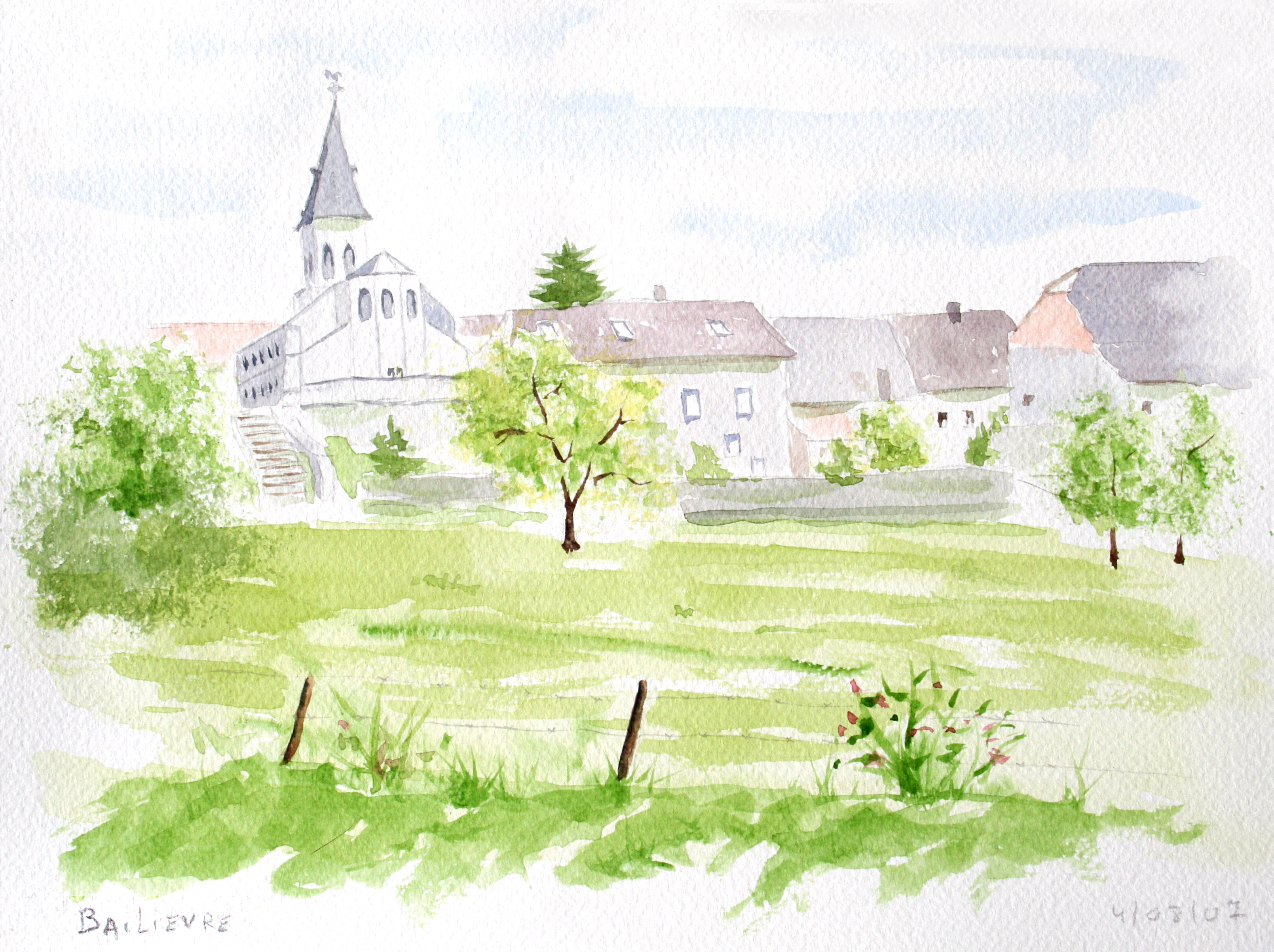
Le quartier de l'église.

Bailièvre est entouré au nord et à l’est par Salles, au sud par Macon et à l’ouest par Moustier-en-Fagne et Baives, villages français. 
Il possède comme lieux-dits : Bas du Jour, Houppe du Bois et Bas-Désiviers.
C'était une commune à part entière avant la fusion des communes de 1977.

## Géographie
Bailièvre est situé sur le flanc sud du synclinorium de Dinant, dont les couches monoclinales s'allongent d'Est en Ouest, avec une inclinaison moyenne de 45° vers le sud. S'étend du sud au nord, successivement la partie supérieure du Givétien, les deux étages du Frasnien et la base du Famennien. Le terrain y est, par conséquent, alternativement calcaire et schisteux au sud, schisteux avec début d'apparition gréseuse vers le nord.
Le relief est l'élément physique prépondérant. Il détermine la compartimentage suivant : au sud, un plateau calcaire sur le Givétien ; au contre, une dépression creusée dans les schistes Frasniens mais ridée de collines calcaires ; enfin, au nord, une autre vallée, de schistes fammeniens, séparée de la première par une colline à tendance gréseuse.
L'hydrographie est fonction du sous-sol : les zones calcaires alimentent les sources où naissent les ruisseaux : la Heppe et ses affluents dans la première vallée, le Rieu Teron dans la seconde, lesquels ont modelé le relief. Les étangs ne sont pas rares.
Au point de vue humain, remarquons d'abord la disposition, sur les zones de relief, du réseau routier et des quartiers habités. Les terrains avoisinants, à tendance marécageuse, sont laissés aux prairies. Celles-ci forment l'essentiel de la surface agraire.
- Cet article est partiellement ou en totalité issu du site ymahieu.eu, le texte ayant été placé par l’auteur ou le responsable de publication sous la licence de documentation libre GNU ou une licence compatible.

## Évolution démographique
- Sources : INS, Rem. : 1831 jusqu'en 1970 = recensements, 1976 = nombre d'habitants au 31 décembre.

## Histoire
Le village est une possession du monastère de Salles en 887. Par la suite, il fait partie de la seigneurie de Chimay jusqu’à la fin de l’Ancien Régime. Une chapelle y est citée en 1182. Le village est détruit en 1340, 1550 et 1640.
En 1640, la forge est exploitée par Nicolas de Colnet, seigneur de Rocq, qui construit un château, aujourd’hui disparu.
On a extrait du marbre rouge du XVIIe siècle à 1870. Les habitants ont toujours vécu de l’exploitation forestière. Après de nombreux procès, le prince de Chimay met en 1869 un terme aux droits d’usage que les habitants avaient sur les forêts. La commune a dû racheter son bois en 1872.
En 1830, on y dénombre 265 habitants (dont 137 hommes et 128 femmes) ainsi que 56 maisons généralement en pierres, couvertes de chaume ou d’ardoises ainsi que 21 chevaux, 110 bêtes à cornes, 43 veaux, 19 porcs, 250 moutons, 30 ruches.
On y exploite le bois (qui couvre un tiers du territoire de la commune) et on y file le lin. Le village possède également 2 moulins.

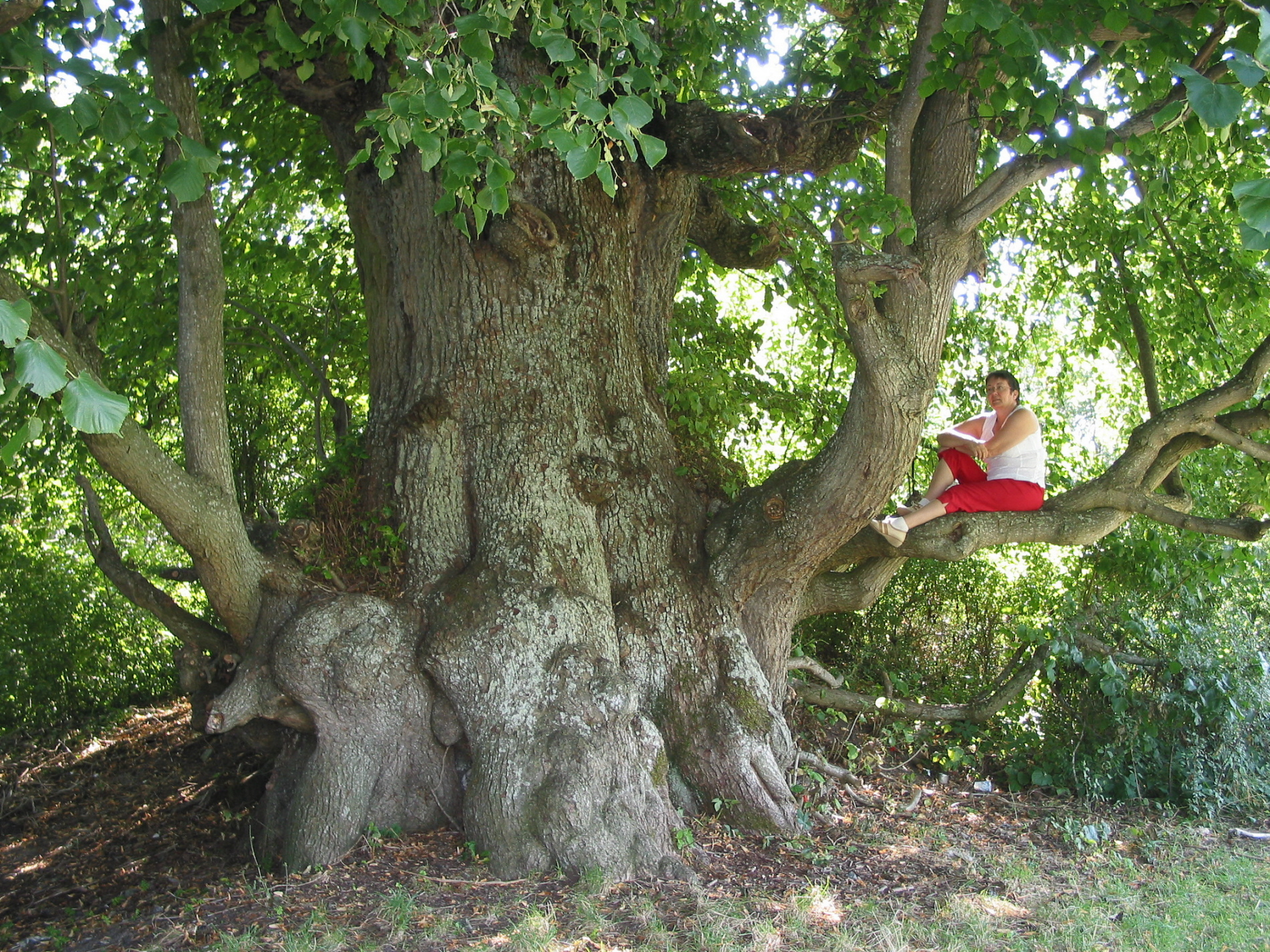
Le tilleul multiséculaire du moulin.

## Patrimoine
- Eglise Saint-Joseph. Datée de 1894 par une cartouche au-dessus du portail, édifiée en style néo-roman, construite après l'incendie de l'église antérieure qui avait été édifiée en 1755[4].
- Ferme des Peupliers. Située au nord-est du village à l'écart le long de l'Heppe, ensemble clôturé remontant de la 1re moitié du XVIIIe siècle[4].
- Tilleul de maître de forge planté à proximité de l’endroit où se trouvait un vieux moulin et une ancienne forge ayant fonctionné du début du XVe siècle jusqu’en 1599.